# VMFA-121
Marine Fighter Attack Squadron 121 (Stíhací útočná peruť námořní pěchoty 121), obvykle zkracovaná VMFA-121, je peruť letectva Námořní pěchoty Spojených států amerických vzniklá v roce 1941 jako stíhací peruť Marine Fighter Squadron 121 (VMF-121).  
V letech 1945 až 1969 byla označovaná jako VMA-121 (útočná peruť 121) a mezi lety  1969 a 1989 jako VMA(AW)-121 (Marine Attack Squadron (All Weather)-121, Útočná peruť pro každé počasí 121) a od roku 1989 do roku 2012 jako Marine Fighter Attack Squadron (All Weather)-121.
V současné době je vybavená stroji F-35B Lightning II s kterými se v roce 2012 stala první jednotkou operující s tímto typem.
První operační turnus peruti VMFA-121 s těmito letouny, na palubě vrtulníkové výsadkové lodi USS Bonhomme Richard, je, podle prohlášení velitele United States Marine Corps Aviation generálporučíka Jona Davise z července 2016, plánován na léto roku 2018.

## Významní příslušníci
- Joe Foss